# Aulhat-Flat
Aulhat-Flat is een gemeente in het Franse departement Puy-de-Dôme (regio Auvergne-Rhône-Alpes). De plaats maakt deel uit van het arrondissement Issoire. Aulhat-Flat is op 1 januari 2016 ontstaan door de fusie van de gemeenten  Aulhat-Saint-Privat en Flat. De gemeente telde 938 inwoners op 1 januari 2022.

## Geografie
De oppervlakte van Aulhat-Flat bedroeg op 1 januari 2022 12,78 vierkante kilometer; de bevolkingsdichtheid was toen 73,4 inwoners per km².

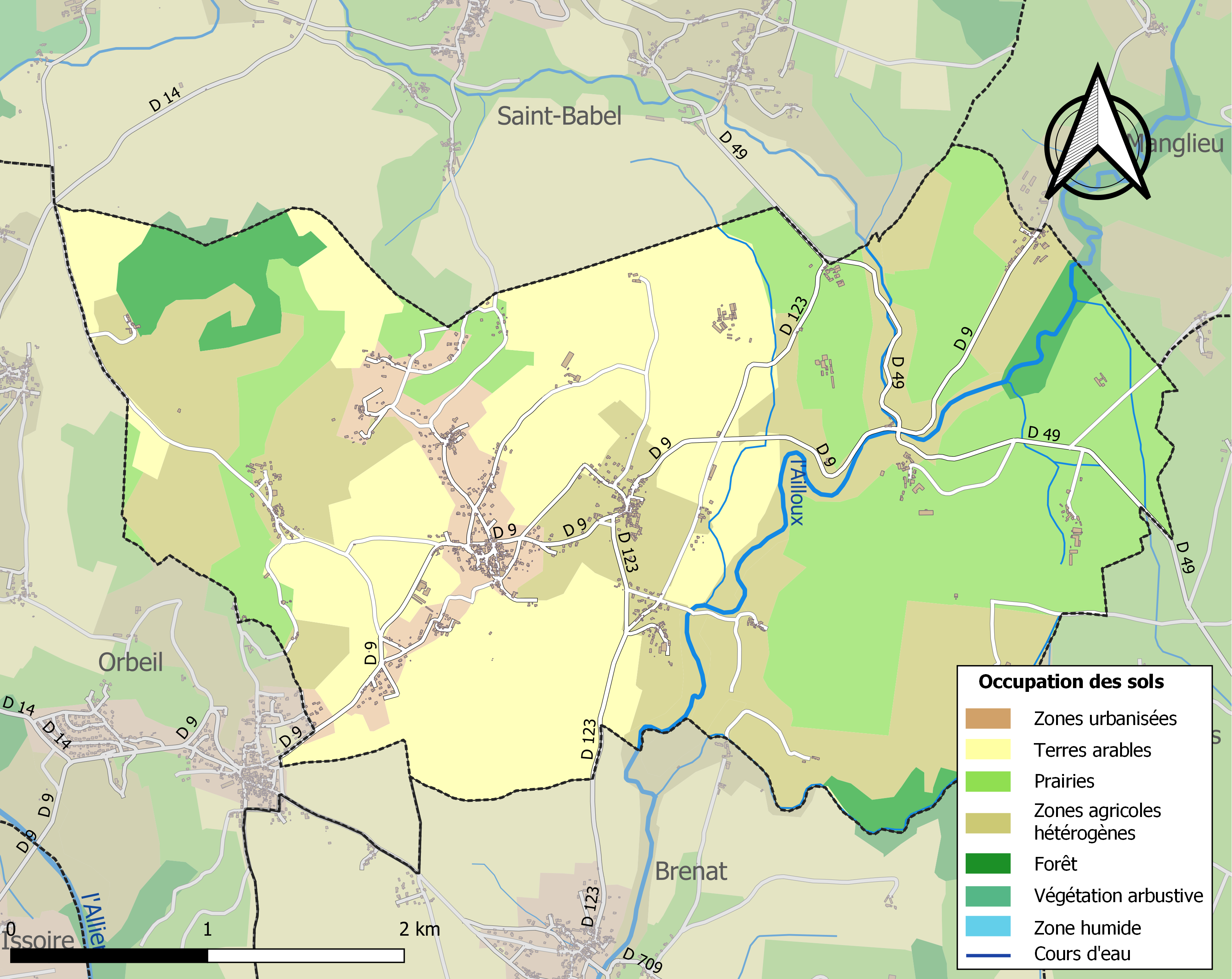
Kaart van de gemeente met belangrijkste infrastructuur, bodemgebruik en omliggende gemeenten